# Balogh Csaba (festő)
Balogh Csaba, művésznevén Jack C. Mancino (Mezőcsát, 1968 –) jelenleg Angliában élő, magyar absztrakt expresszionista festőművész, grafikus, fotográfus, filmrendező, színész.
Festészete a 20. század elején megjelent absztrakt művészek alkotásaira, valamint az 1950-es évek körül alapított New York School által képviselt absztrakt expresszionizmusra épülnek. Technikai elemeit a nyers, olykor precíz formák kommunikatív felhasználása és az azokat körülvevő erősen lüktető színkörnyezet alkalmazása jellemzi. Saját festői stílusának kialakításában Vaszilij Kandinszkij, Mark Rothko, Jackson Pollock, valamint Joan Miró munkáiban fellelhető alapelvek tanulmányozása segítette.

## Családi háttér
Magyarországon született, Mezőcsáton, egyedüli gyermekként. Édesapja Balogh Gyula, édesanyja Molnár Eszter. Ipari környezetben, Leninvárosban, azaz Tiszaújvárosban nőtt fel.
13 évesen a család a németországi Halléba költözött, majd nem sokkal ezután a dunántúli Százhalombattára. 1986-ban a gépipari iskola elvégzése után újra Németországba, Greifswaldba költözött. A peenemündei atomerőműben dolgozott. 1987-ben Torontóba emigrált. Röviddel ezután családi okok miatt hazatért. 1990-ben házasodott. Felesége, Nagy Nóra szintén művészeti tanulmányokat végzett. Itthon fém- és építőipari vállalkozást vezetett, ami mellett önálló művészi tanulmányokat folytatott. 2000-ig Magyarországon élt. 2000-től családjával Kanadába költözött vissza, ahol tanulmányait a fotográfiára is kiterjesztette. Jelenleg (2005 óta) Angliában él.

## Művészeti hatások

### Korai munkái

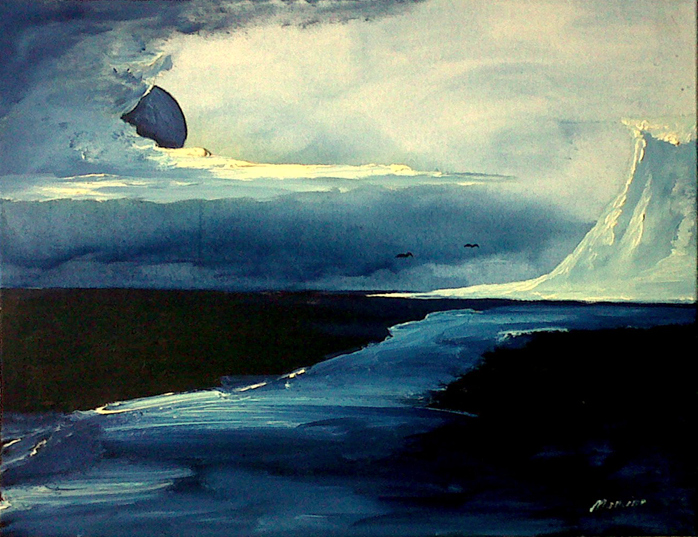

Korai éveiben a klasszikus festészet nagy tanulmányozójaként és rajongójaként tájképek és csendéletek festészetére összpontosítva nagy áhítattal és értékeléssel tekintett a magyar klasszikus festőművészek (Munkácsy Mihály, Paál László) munkáira.
Pályájának kezdetét klasszikus képek festése jellemezte. Ez teljesen megszokott jelenség mindazon festők részéről is, akik a későbbiekben stílust váltanak. Klasszikus tájképeinél és csendéleteinél felismerhetőek azonban a későbbi modern alkotásaiban feltűnő elemek, mint az egyensúly, valamint az objektumok bizonyos fokú kidolgozatlansága, nyersesége. A felhasznált színkörnyezetek már a klasszikusabb kepeinél is mutatták a lüktető személyiségét. Ennek egyik példája A magyar puszta békéje című képe. A magyar alföldi jelenet színei és objektív egyensúlya mutatja, hogy festményeit nem az eredeti klasszikus festők által használt realisztikus színbeállításban adta elő. A dinamikus színhasználat újszerű megjelenést és ezzel együtt újszerű stílust kölcsönöz a klasszikus tájkép témának.

### Az 1987-es fordulat
Értékelését fenntartva 1987-ben Kanadában történő tartózkodása után az amerikai absztrakt festőművészet modern munkáinak tanulmányozása nyomán festői stílusában teljesen más, az akkori magyar festészet köreiben teljesen idegen irányzatot alakított ki. Életét nem jellemezték művészi iskolák és sosem értékelte a művészeket iskolájuk függvényében. Szavai szerint, minden festő akkor éri el a célt a művészetében, ha adni tud valamit az érzésekben. Alapvető és mindenkor szem előtt tartott elve szerint az iskolák sokszor megakadályozzák azt, hogy az alkotó a saját én tudatából alkosson. Követve az amerikai absztrakt expresszionisták szabad elméletét, alkotásaiban nagy tér- és színszabadság jelenik meg. Jack C. Machino képeiben - mint ahogyan az az absztrakt festészet világában - a formák ún. kidolgozatlansága és a lüktető színkörnyezet kombinációja tudat alatti kommunikációt alkot. Az olykor sajátos elemi koncepciók megalkotása, egyértelmű és határozott egyedi stílust hozott létre a külső szemlélő számára.

### Az absztrakt valamint a szuprematizmus hatása

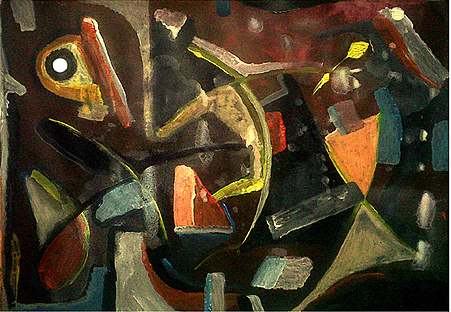
No. 16 Fragmented Geometry sorozat "B"

A 20. század küszöbe robbanásszerű dinamikájával új korszakot nyitott, nem csak a technikai vívmányokat illetően, hanem az emberi társadalom művészetről alkotott elképzeléseit illetően is. A művészetet nem jellemezte tovább a csak klasszicista elmélet, ami a precízen kidolgozott csendéletek, portrék valamint tájképek témájának festészetére korlátozódott. A vásznon újabb színek és formai kompozíciók új dimenziója jelent meg, amit a magasabb kritika meglehetősen újnak, azaz idegennek tekintett a régi klasszikus művészeti szabályok alkalmazása alapján. A művészeti világ kritikusainak az újonnan megjelenő rendszer alapján azonban rá kellett jönniök, hogy a más stílusokban történő alkotásban nem lehet alkalmazni az alapban klasszikusnak értelmezett festészeti és műalkotási szabályokat. A kritika ráismerve, hogy a műalkotásban újabb, más alkotási rendszerű dimenziók nyíltak meg, amelyeket csak is az adott stílus hangulati szabályai és technikai kivitelezése alapján lehet elemezni, értelmezni és természetesen bírálni, újabb stíluskategóriára emelte a század elején erősen terjedő absztrakciós alkotási rendszert. Ennek megfelelően az új stílus mint absztrakt festészet vonult be a köztudatba, aminek később a század előrehaladtával más újonnan megjelent válfajai keveredésével adták meg a 20. századi festészet modern látványának jellemzőit.
Az absztrakt művészetben nem a realista látványok másolása vagy megalkotása a lényegi szabály. Az absztraktot olykor a legegyszerűbb alakzatok alkalmazása jellemzi. Ha az alkotók táj- vagy csendélet kompozíciókat tartanak is szem előtt, a hangsúly a képeken a szín és formai koncentrált darabosság alkalmazásán helyezkedik el. A formai egyensúly és egyensúlytalanság fókuszálása határozott, félreérthetetlenül egyedi látvány rendszert alkot. Az alkotók a színek és formák egyensúlyát, illetve logikus vagy a szemlélő számára egyáltalán nem logikus rendszerét alkalmazva alkotnak hangulat képeket, amelyek érzelmi hatást keltenek a szemlélőben, saját mentális élményeik alapján. Az absztrakt vagy absztrakt expresszionizmus mesterei (Vaszilij Kandinszkij, Picasso, Joan Miró, Mark Rothko) tehát a képet a színek összhangjával és tudat alatti forma koncepciókkal alkották, amelyeket mindig az egyensúly jellemez. Az absztrakt képek hatása ezért vált nagyobbá és népszerűbbé a nyugati világban. A modern gondolkodási struktúrával erősebb hatást fejtett ki, mint a klasszicista festők tájképeinek és csendéleteinek olykor negatív komorsága. Az absztrakt hatás Mancinon a színek koncentráltságában és az alakzatok, témák alkalmazásában éri el célját. Saját szavai szerint: „...egyáltalán nem szeretném hogy művészetem alapján »ügyes embernek vagy mesternek« nevezzenek, mivel személyesen gyűlölöm a részletek festését a képeken, ha sikerült érzelemépítő hangulatot teremtenem a nézőben, elértem célomat.” Ezen alapelv alkalmazása alapján szakított klasszikus festészeti tanulmányaival és az absztrakt expresszionizmus rendszerében alkotja képeit és létrehozta az általa kidolgozott töredezett geometriai stílust. Egyes műgyűjtők stílusát Jean-Michel Basquiat munkáihoz is hasonlítják.

### A Színes mező és a Töredezett Geometriai Absztrakt

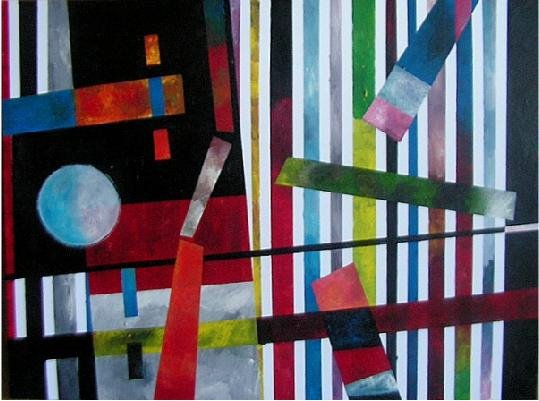
No. 9 Fragmented Geometry sorozat "A"

A color field festészet az absztrakt festészet egyik ágazataként vonult be a köztudatba, ami New York City-ben jelent meg először az 1940-es és '50-es években. Létrejöttében az európai művészeti modernizáció ihletése segítette, és kivitelezésében, megjelenésében szorosan az absztrakt expresszionista ágazathoz kötődik. A színezett mező festészet karakterizálódása főként a nagyobb felületű erős színezetű, öntve, csepegtetve, vagy segédeszközzel (ecset, rongy, szivacs stb.) alkalmazva felhordott festékanyag vászonra, vagy más médiaalapra történő felhordása által születik.
Technikailag a „Color field” festészet kevesebb hangsúlyt helyez a klasszikus formaelemek alkalmazására és azok alkalmazásainak következetességére, a klasszikus művészeti szabályok szemszögéből tekintve. Az alkalmazott színek és geometriai idomok válogatása és azok szigorú, vagy nyers alkalmazása viszont belső szabály alapján történik, amitől a color filed festészet egyedülállóan tiszta és monumentális megjelenése jön létre. A color field festők megjelenése az 1950–1960-as években az Egyesült Államokban, Kanadában, Nagy-Britanniában volt jellemző. Az új stílusban alkotó művészek különböző geometriai alakzatokat használva telítették be az alkalmazott alapot, amelyek olykor modern tájképek ábrázolásaként valósultak meg.
A Jack Mancino által alkotott color field festészet - hasonlóan elődeihez - az egyszerű geometriai formák és egyensúlyban kiválasztott színek összességének keveréke, ami az alapvető kétdimenziós látványban, valamint olykor a felszabadult tér ábrázolásban valósul meg. Saját stílusát az absztraki művészeten belül „Fragmented Geometrical Abstract” azaz „Töredezett Geometriai Absztrakt”-nak nevezte el.

### Film
Jack C. Mancino 2018-ban adta ki első általa rendezett angol nyelvű játékfilmjét "A Hetedik Oldal" címmel. A 2 óra 40 perces kalandfilm Angliában, Amerikában, Francia országban és Magyarországon készült. Angol nyelven elérhető volt az Amazon Prime USA és UK filmszolgáltatásban. A film DVD formában elérhető az Amazon.com-nál és egyéb stream szolgáltatásnál. A film témája egy szoftvertalálmány tesztelése közben bekövetkező esemény körül forog. A szoftverprojekt tervezését erre szakosodott, tervezett, mesterséges intelligencia vezérli annak érdekében, hogy az ember elméjéből szükséges adatokat szerezzen be a saját fejlesztéséhez. Az úgynevezett "Élénk Álom" projektben a mesterséges intelligencia ennek érdekében különleges helyzetet állít elő, amiben szoftver feltalálója (prof. Jack Taylor) öntudatán kívül kerül és reagál az ott felállított emberi érzelmeket támadó, provokáló helyzetekre.